# Coppa Italia Dilettanti 1970-1971
La Coppa Italia Dilettanti 1970-1971 è stata la 5ª edizione della manifestazione calcistica italiana riservata alle migliori squadre militanti nel primo livello regionale.
Basata su una formula ad eliminazione diretta, il primo turno venne disputato a livello regionale, per poi passare a fase interregionale. Le semifinali e finali si disputarono in campo neutro.
La coppa venne vinta dal Montebelluna, che in finale ha superato 1-0 il Cassino.

## Partecipanti
Le 256 partecipanti vengono così ripartite fra i vari comitati regionali:
| Numero squadre | Comitati regionali    | Comitati regionali    | Comitati regionali | Comitati regionali | Comitati regionali | Comitati regionali | Comitati regionali  | Comitati regionali  | Comitati regionali  | Comitati regionali  | Comitati regionali  | Comitati regionali  |
| -------------- | --------------------- | --------------------- | ------------------ | ------------------ | ------------------ | ------------------ | ------------------- | ------------------- | ------------------- | ------------------- | ------------------- | ------------------- |
| 32             | Lombardia             | Lombardia             | Lombardia          | Lombardia          | Lombardia          | Lombardia          | Lombardia           | Lombardia           | Lombardia           | Lombardia           | Lombardia           | Lombardia           |
| 20             | Campania              | Campania              | Campania           | Campania           | Toscana            | Toscana            | Toscana             | Toscana             | Veneto              | Veneto              | Veneto              | Veneto              |
| 18             | Emilia-Romagna        | Emilia-Romagna        | Emilia-Romagna     | Emilia-Romagna     | Emilia-Romagna     | Emilia-Romagna     | Emilia-Romagna      | Emilia-Romagna      | Emilia-Romagna      | Emilia-Romagna      | Emilia-Romagna      | Emilia-Romagna      |
| 14             | Friuli-Venezia Giulia | Friuli-Venezia Giulia | Lazio              | Lazio              | Liguria            | Liguria            | Piemonte            | Piemonte            | Puglia              | Puglia              | Sicilia             | Sicilia             |
| 12             | Abruzzo               | Abruzzo               | Abruzzo            | Calabria           | Calabria           | Calabria           | Marche              | Marche              | Marche              | Sardegna            | Sardegna            | Sardegna            |
| 6              | Umbria                | Umbria                | Umbria             | Umbria             | Umbria             | Umbria             | Umbria              | Umbria              | Umbria              | Umbria              | Umbria              | Umbria              |
| 4              | Basilicata            | Basilicata            | Basilicata         | Basilicata         | Basilicata         | Basilicata         | Trentino-Alto Adige | Trentino-Alto Adige | Trentino-Alto Adige | Trentino-Alto Adige | Trentino-Alto Adige | Trentino-Alto Adige |

## Primo turno
- Partite andata/ritorno con la regola dei gol in trasferta. Se persiste la parità si ricorre al sorteggio.

### Friuli-Venezia Giulia
```
14 squadre
Non ammesse: 
Torviscosa
, 
Maniago
, 
Tarcentina
, 
Sangiorgina
 e 
Trivignano
..
Dalla 
Prima Categoria
: 
Corno
 (dal girone A), 
Aquileia
 e 
Pieris
 (dal girone B).
```

| Squadra 1      | Totale      | Squadra 2     | Andata     | Ritorno    |
| -------------- | ----------- | ------------- | ---------- | ---------- |
| PRIMO TURNO    | PRIMO TURNO | PRIMO TURNO   | 06.09.1970 | 13.09.1970 |
| Spilimbergo    | 0 – 0 sort. | Sacilese      | 0 – 0      | 0 – 0      |
| US Palazzolo   | 3 – 4       | Tisana        | 0 – 1      | 3 – 3      |
| Pro Cervignano | 2 – 0       | Pieris        | 2 – 0      | 0 – 0      |
| Cormonese      | 4 – 3       | Corno         | 4 – 1      | 0 – 2      |
| Gradese        | 3 – 1       | Aquileia      | 1 – 0      | 2 – 1      |
| Mossa          | 2 – 2 (gfc) | Pro Gorizia   | 1 – 2      | 1 – 0      |
| Ponziana       | 2 – 2 (gfc) | Edera Trieste | 2 – 1      | 0 – 1      |

### Umbria
```
8 squadre
Non ammesse: 
Angelana
, 
Assisi
, 
Clitunno
, 
Ortana
, 
Ponte Felcino
, 
Pontevecchio
, 
Todi
 e 
Valigi Torgiano
.
```

| Squadra 1     | Totale      | Squadra 2   | Andata     | Ritorno    |
| ------------- | ----------- | ----------- | ---------- | ---------- |
| PRIMO TURNO   | PRIMO TURNO | PRIMO TURNO | 06.09.1970 | 13.09.1970 |
| Bastia        | 1 - 4       | Deruta      | 0 - 1      | 1 - 3      |
| Grifo Cannara | 2 - 2 sort. | Gualdo      | 1 - 1      | 1 - 1      |
| Narnese       | 5 - 1       | Orvietana   | 2 - 1      | 3 - 0      |
| Tavernelle    | 1 - 4       | Nestor      | 1 - 2      | 1 - 2      |

### Veneto
| Squadra 1    | Totale      | Squadra 2    | Andata     | Ritorno    |
| ------------ | ----------- | ------------ | ---------- | ---------- |
| PRIMO TURNO  | PRIMO TURNO | PRIMO TURNO  | 06.09.1970 | 13.09.1970 |
| Montebelluna | 4 – 2       | Pro Mogliano | 3 – 0      | 1 – 2      |

### Lazio
| Squadra 1   | Totale      | Squadra 2   | Andata     | Ritorno    |
| ----------- | ----------- | ----------- | ---------- | ---------- |
| PRIMO TURNO | PRIMO TURNO | PRIMO TURNO | 06.09.1970 | 13.09.1970 |
| Cassino     | 1 – 0       | Priverno    | 1 – 0      | 0 – 0      |

### Puglia e Basilicata
| Squadra 1                | Totale      | Squadra 2   | Andata     | Ritorno    |
| ------------------------ | ----------- | ----------- | ---------- | ---------- |
| PRIMO TURNO              | PRIMO TURNO | PRIMO TURNO | 06.09.1970 | 13.09.1970 |
| San Pietro Vernotico     | ? – ?       | Fasano      | 0 – 1      | ? – ?      |
| Maglie                   | ? – ?       | Carmiano    | 0 – 0      | ? – ?      |
| Atletico Tricase         | ? – ?       | Gallipoli   | 2 – 0      | ? – ?      |
| Francavilla              | ? – ?       | Grottaglie  | 2 – 0      | ? – ?      |
| Putignano                | ? – ?       | Noci        | 0 – 0      | ? – ?      |
| Castellaneta             | ? – ?       | Laterza     | 4 – 1      | ? – ?      |
| Modugnese                | ? – ?       | Canosa      | 1 – 0      | ? – ?      |
| Libertas Invicta Potenza | ? – ?       | Pisticci    | 1 – 1      | ? – ?      |
| Libertas Scanzano        | ? – ?       | Bernalda    | 1 – 1      | ? - ?      |

### Campania e Molise
| Squadra 1   | Totale      | Squadra 2   | Andata     | Ritorno    |
| ----------- | ----------- | ----------- | ---------- | ---------- |
| PRIMO TURNO | PRIMO TURNO | PRIMO TURNO | 06.09.1970 | 13.09.1970 |
| Campobasso  | 2 - 1       | Pro Salerno | 1 - 1      | 0 - 1      |

## Secondo turno
| Squadra 1             | Totale        | Squadra 2                | Andata     | Ritorno    |
| --------------------- | ------------- | ------------------------ | ---------- | ---------- |
| SECONDO TURNO         | SECONDO TURNO | SECONDO TURNO            | 20.09.1970 | 27.09.1970 |
| (ABR) Sulmona         | 1 – 3         | Colleferro (LAZ)         | 1 – 1      | 0 – 2      |
| (FVG) Sacilese        | 3 – 4         | Anaune (TAA)             | 1 – 3      | 2 – 1      |
| (FVG) Tisana          | 0 – 4         | Adriese (VEN)            | 0 – 2      | 0 – 2      |
| (FVG) Pro Cervignano  | 5 – 4         | Rosolina (VEN)           | 4 – 3      | 1 – 1      |
| (VEN) Fiesso d'Artico | 1 – 0         | Cormonese (FVG)          | 1 – 0      | 0 – 0      |
| (VEN) Dolo            | 2 – 0         | Gradese (FVG)            | 2 – 0      | 0 – 0      |
| (VEN) Montebelluna    | 3 – 0         | Pro Gorizia (FVG)        | 3 – 0      | 0 – 0      |
| (FVG) Edera Trieste   | 1 – 3         | Eraclea (VEN)            | 0 – 1      | 1 – 2      |
| (LAZ) Cassino         | 6 – 1         | Sagittario Pratola (ABR) | 3 – 1      | 3 – 0      |
| (UMB) Deruta          | 0 - 2         | Tolentino (MAR)          | 0 - 0      | 0 - 2      |
| (TOS) Poggibonsi      | 1 - 1 gfc     | Nestor (UMB)             | 1 - 1      | 0 - 0      |
| (MAR) Forsempronese   | 2 - 1         | Gualdo (UMB)             | 2 - 0      | 0 - 1      |
| (ABR) Tagliacozzo     | 3 - 4         | Narnese (UMB)            | 2 - 2      | 1 - 2      |
| (BAS) Bernalda        | 0 - 2         | Atletico Tricase (PUG)   | 0 - 2      | 0 - 0      |
| (PUG) Carmiano        | 1 - 1         | Pisticci (BAS)           | 0 - 0      | 1 - 1      |
| (ABR) Rosetana        | 4 - 0         | Canosa (PUG)             | 0 - 0      | 4 - 0      |
| (CAM) Ercolanese      | 1 - 3         | Castellaneta (PUG)       | 1 - 3      | 0 - 0      |
| (PUG) Noci            | 0 - 2         | Abla Grumo (CAM)         | 0 - 2      | 0 - 0      |
| (CAM) Pollese         | 3 - 0         | Francavilla (PUG)        | 1 - 0      | 2 - 0      |
| (ABR) Silvi Marina    | 2 - 3         | Fasano (PUG)             | 1 - 2      | 1 - 1      |
| (MOL)Campobasso       | 2 - 0         | Atac Roma (LAZ)          | 0 - 0      | 2 - 0      |

## 32esimi di finale
| Squadra 1                | Totale      | Squadra 2              | Andata     | Ritorno    |
| ------------------------ | ----------- | ---------------------- | ---------- | ---------- |
| TERZO TURNO              | TERZO TURNO | TERZO TURNO            | 04.11.1970 | 08.12.1970 |
| (SIC) Barrese            | 1 – 1 (gfc) | Colleferro (LAZ)       | 0 – 1      | 1 – 0      |
| (VEN) Montebelluna       | 4 – 4 sort. | Romanese (LOM)         | 3 – 1      | 1 – 3      |
| (VEN) Olimpia Cittadella | 2 – 2 (gfc) | Pro Cervignano (FVG)   | 2 – 1      | 0 – 1      |
| (LAZ) Cassino            | 3 – 1       | Abla Grumo (CAM)       | 1 – 1      | 2 – 0      |
| (UMB) Nestor             | ? - ?       | Falconarese (MAR)      | 1 - 1      | ? - ?      |
| (TOS) Lampo              | 1 - 4       | Narnese (UMB)          | 1 - 3      | 0 - 1      |
| (PUG) Fasano             | 3 - 1       | Campobasso (MOL)       | 3 - 0      | 0 - 1      |
| (PUG) Castellaneta       | 1 - 3       | Pollese (CAM)          | 1 - 0      | 0 - 3      |
| (MAR) San Severinese     | ? - ?       | Atletico Tricase (PUG) | 1 - 1      | Rinv       |
| (CAL) Soverato           | 2 - 4       | Pisticci (BAS)         | 1 - 0      | 1 - 4      |

## 16esimi di finale
| Squadra 1              | Totale       | Squadra 2          | Andata     | Ritorno    |
| ---------------------- | ------------ | ------------------ | ---------- | ---------- |
| QUARTO TURNO           | QUARTO TURNO | QUARTO TURNO       | 27.12.1970 | 06.01.1971 |
| (FVG) Pro Cervignano   | 0 – 3        | Montebelluna (VEN) | 0 – 1      | 0 – 2      |
| (LAZ) Cassino          | 5 – 2        | Cannedu (SAR)      | 4 – 0      | 1 – 2      |
| (UMB) Narnese          | 3 - 6        | Falconarese (MAR)  | 2 - 2      | 1 - 4      |
| (ABR) Rosetana         | 2 - 1        | Fasano (PUG)       | 1 - 0      | 1 - 1      |
| (PUG) Atletico Tricase | 1 - 1        | Colleferro (LAZ)   | 1 - 1      | 0 - 0      |
| (BAS) Pisticci         | 2 - 3        | Pro Pellaro (CAL)  | 2 - 0      | 0 - 3      |

## Ottavi di finale
| Squadra 1          | Totale | Squadra 2                        | Andata | Ritorno |
| ------------------ | ------ | -------------------------------- | ------ | ------- |
| (VEN) Montebelluna | 1 – 0  | Mocchetti S. Vittore Olona (LOM) | 1 – 0  | 0 – 0   |
| (LAZ) Cassino      | 4 – 3  | Leoncelli (LOM)                  | 3 – 1  | 1 – 2   |

## Quarti di finale
| Squadra 1          | Totale | Squadra 2        | Andata | Ritorno |
| ------------------ | ------ | ---------------- | ------ | ------- |
| (VEN) Montebelluna | 1 – 0  | Cisanese (LOM)   | 1 – 0  | 0 – 0   |
| (LAZ) Cassino      | 6 – 2  | Milazzo (SIC)    | 4 – 1  | 2 – 1   |
| (LOM) Caratese     | ?      | ?                | ?      | ?       |
| (CAM) Italsider    | 3 – 2  | Colleferro (LAZ) | 2 – 2  | 1 – 0   |

## Final four
Disputate allo Stadio Carlo Necchi di Forte dei Marmi (LU).

### Semifinali
| Squadra 1          | Risultato | Squadra 2       |
| ------------------ | --------- | --------------- |
| (VEN) Montebelluna | 1 – 0     | Caratese (LOM)  |
| (LAZ) Cassino      | 2 – 0     | Italsider (CAM) |

### Finale
| Arbitro: | Monti (Ancona) |

|                                                                                              |            |                                                                                                 |
| Cadamuro 58’                                                                                 | Marcatori  |                                                                                                 |
| Tessaro Brunetta Ciriello Calzamatta Favero Bressan Osellame Pase Pizzolato Cavasin Cadamuro | Formazioni | Cicala Genovese Fortuna Coluccini Incagnoli Franchin Compagnone Colagreti Francioni Russo Vento |
| De Bortoli                                                                                   | Allenatori | Piacentini                                                                                      |

## Coppa Ottorino Barassi
Come vincitore della Coppa Italia Dilettanti, il Montebelluna ottiene il diritto di affrontare nella Coppa Ottorino Barassi lo Skelmersdale Utd, vincitore della FA Amateur Cup e militante nella Cheshire County League, all'epoca sesto livello del calcio inglese.
| Arbitro: | Pat Partridge |

|                         |           |  |
| Spencer 40’ Windson 83’ | Marcatori |  |

| Arbitro: | Toselli (Cormons) |

|             |           |  |
| Cadamuro 9’ | Marcatori |  |